# Paint Your Life
Paint Your Life è stato un programma televisivo ideato da Barbara Boncompagni e condotto da Barbara Gulienetti, fu trasmesso dal canale Real Time (come primi programmi sperimentali della rete), con la regia di Giorgio D'Introno. Il programma è incentrato sul fai da te, con semplici progetti da realizzare anche a casa.
L'ultima edizione di questo programma, l'ottava, è andata in onda dal 7 agosto al 27 dicembre 2012 (le ultime due puntate erano in parte dedicate al Natale) mentre nel 2013 ha avuto tre spin-off.

## Format
In ogni puntata, che durava 45 minuti circa, venivano illustrate delle tecniche per decorare gli spazi della casa, e per fare dei simpatici oggetti. Nello specifico venivano presentate delle idee per arredare e rinnovare una stanza della casa, solitamente con un ordine ben stabilito: si iniziava con la decorazione dei muri della stanza, per poi passare al riciclo di semplici oggetti con degli ospiti per poi concludere con le creazioni di un "florist", cioè un esperto che creava composizioni floreali più o meno complesse. Al termine c'era un riepilogo dei vari oggetti realizzati durante la puntata. 

## Spin-off

### Paint Your Christmas
Si trattava di una versione natalizia del programma, trasmessa nel periodo invernale che precede il Natale. Si trattava di un montaggio dei progetti natalizi realizzati durante le varie edizioni del programma.

### Paint on the Road
Paint on the Road è uno spin-off itinerante del programma ideato da Barbara Boncompagni. La conduttrice, Barbara Gulienetti accompagnata dall'artista "del riciclo" Fabrizio Rogano viaggiano con un pulmino per tutta l'Italia in aiuto di famiglie che hanno mobili o stanze da reinventare. In ogni puntata corre in aiuto per ridecorare un oggetto specifico anche se poi realizza anche altri progetti minori. Fabrizio invece rovistando in garage, cantine e piattaforme ecologiche realizza oggetti ad impatto zero molto semplici da riprodurre a casa. La serie è composta da 8 puntate, trasmesse tutte le domeniche alle 21.10 sul canale tematico Real Time.
La seconda edizione del programma è andata in onda a partire dal 26 giugno 2014 per 9 puntate, tutti i giovedì alle 21.10, sempre su Real Time.

### Paint Your Day
Paint Your Day è il secondo spin-off realizzato nel 2013 del programma di Real Time. In questa versione, della durata di 30 minuti circa, vengono realizzati tre progetti. Il primo viene realizzato dalla conduttrice Barbara Gulienetti, il secondo dalla stessa con l'aiuto di un ospite, mentre il terzo è un progetto veloce che la conduttrice realizza in pochi minuti. Infatti come in Paint yor Life il tema fondamentale è il fai da te. Le puntate sono ambientate in uno studio ricco di strumenti e di materiale utile alla realizzazione dei progetti. Il logo è simile a quello del programma originale, così come grafica mentre la sigla è  quella del programma originale. Nella puntata del 27 agosto è ospite la figlia della conduttrice che realizza un suo progetto. In questo programma la conduttrice per lanciare il riepilogo dei progetti usa dire "Ricap!". Il programma è il onda dal 26 agosto, dal lunedì al venerdì, dalle 15.00 alle 15.30 su Real Time.

### Paint Your Day 4 Teens
"Paint Your Day 4 Teens" è il terzo spin-off realizzato nel 2013 del programma di Real Time e a differenza del programma originale e degli spin-off precedenti che vanno in onda su Real Time, questo va in onda su Frisbee. Questo spin-off è lo stesso del precedente ma in questo vengono realizzati oggetti per bambini e bambine. In ogni puntata vengono realizzati tre o quattro oggetti e vengono realizzati tutti dalla conduttrice Barbara Gulienetti affiancata da una ragazza diversa ogni puntata. All'inizio di ogni puntata vengono sempre elencati gli oggetti che vengono realizzati Come nello spin-off precedente alla fine degli oggetti è presente il Ricap! Lo studio, oltre ad essere in parte rinnovato, il logo con l'aggiunta della scritta "4 Teens" in basso e, la grafica, oltre ad essere anche in parte nuova, sono gli stessi dello spin-off precedente, anche la sigla è la stessa dello spin-off precedente ma velocizzata. Il programma è in onda dal 2 dicembre 2013 da lunedì a venerdì alle 18,50 e sabato e domenica alle 15,20 su Frisbee.